# (26858) Misterrogers
(26858) Misterrogers (1993 FR) – planetoida z grupy przecinających orbitę Marsa okrążająca Słońce w ciągu 3,59 lat w średniej odległości 2,34 j.a. Odkryta 21 marca 1993 roku.